# Ricardo Krebs
Ricardo Krebs Wilckens (Valparaíso, 2 de diciembre de 1918-Santiago, 23 de diciembre de 2011) fue un historiador chileno, galardonado con el Premio Nacional de Historia en 1982.

## Biografía
Nació en Valparaíso, dentro de una familia de ascendencia alemana. Desarrollo su infancia y adolescencia en un ambiente estrictamente germano, alejado de las problemáticas políticas y culturales del país. Realizó sus estudios primarios y secundarios en el Colegio Alemán de Valparaíso, que en esa época era una réplica exacta de los colegios alemanes, donde las lecturas y el idioma le otorgó una formación europea que se dejó sentir en toda su obra posterior. En 1936, luego de cumplir voluntariamente con el Servicio Militar, viajó a Alemania para iniciar sus estudios universitarios. Obtuvo en 1941, con 23 años, un doctorado en filosofía, con mención en historia por la Universidad de Leipzig con calificación máxima summa cum laude.
Dedicó su vida a la docencia universitaria en la Pontificia Universidad Católica de Chile, iniciando en 1943 sus actividades como docente en el recién inaugurado departamento de historia y geografía, tomando él solo todo el ramo de Historia Universal. Posteriormente, sería jefe de ese departamento y lograría crear un centro de investigaciones históricas, paso previo a la creación del instituto.
En 1955, fue incorporado como Miembro de Número de la Academia Chilena de la Historia y de la Real Academia de la Historia de España. 
En 1970, tras la victoria de Salvador Allende en las elecciones presidenciales, Krebs decide exiliarse en Colonia, Alemania Occidental. Según Krebs, habría sido enjuiciado públicamente por el Centro de Estudiantes del Departamento de Historia del Instituto Pedagógico de la Universidad de Chile por “no ser marxista” y le habrían manifestado que no tendría cabida tampoco en la Universidad Católica. Krebs volvió a Chile con su familia en 1974 tras el golpe de Estado de 1973. A partir de entonces, se reintegró como académico de la Universidad Católica de Chile, permaneciendo allí hasta su jubilación.
Por su labor como docente e investigador, obtuvo el Premio Nacional de Historia en 1982 y la Universidad Católica le otorgó el grado de doctor Scientiae et honoris causa en 1992 por su aporte a la universidad. Es conocido por ser autor de numerosos manuales dirigidos a estudiantes de enseñanza básica y media.
Falleció el 23 de diciembre de 2011 en Santiago de Chile.

## Obras

### Libros
- Historia universal (1955)
- El pensamiento histórico, político y económico del Conde de Campomanes (1960)
- La ciencia económica en Adam Smith (1977)
- La monarquía absoluta en Europa: el desarrollo del estado moderno en los siglos XVI, XVII y XVIII (1979)
- Breve historia universal (1982)
- La Revolución Francesa y Chile (compilador) (1990)
- Historia de la Pontificia Universidad Católica de Chile: 1888–1988 (1994)
- Vivir lo que tiene más vida: conversaciones con Nicolás Cruz (1998)
- Los alemanes y la comunidad chileno-alemana en la historia de Chile (2001) (junto con Peter Schmid y Úrsula Tapia)
- La iglesia de América Latina en el siglo XIX (2002)
- Identidad chilena (2008)

### Artículos
- La renovación de España en el pensamiento de los economistas españoles del siglo XVIII (1963)
- Algunos aspectos de la visión histórica de Jaime Eyzaguirre (1968)
- América Latina en la historia universal (1987)
- Gonzalo Izquierdo Fernández (1932-1990) (1990)